# 大阪府道255号樽井停車場樽井線
大阪府道255号樽井停車場樽井線（おおさかふどう255ごう たるいていしゃじょうたるいせん）は、大阪府泉南市を通る一般府道である。

## 概要
泉南市樽井5丁目から泉南市樽井2丁目に至る。
起点から終点まで、全区間にわたり緩やかな上り勾配が続いている。駅前交差点から樽井交差点まで片側1車線。

### 路線データ
- 起点：大阪府泉南市樽井5丁目（南海本線 樽井駅前）
- 終点：大阪府泉南市樽井2丁目（樽井交差点、大阪府道・和歌山県道63号泉佐野岩出線・大阪府道204号堺阪南線交点）
- 総延長：631 m

## 地理

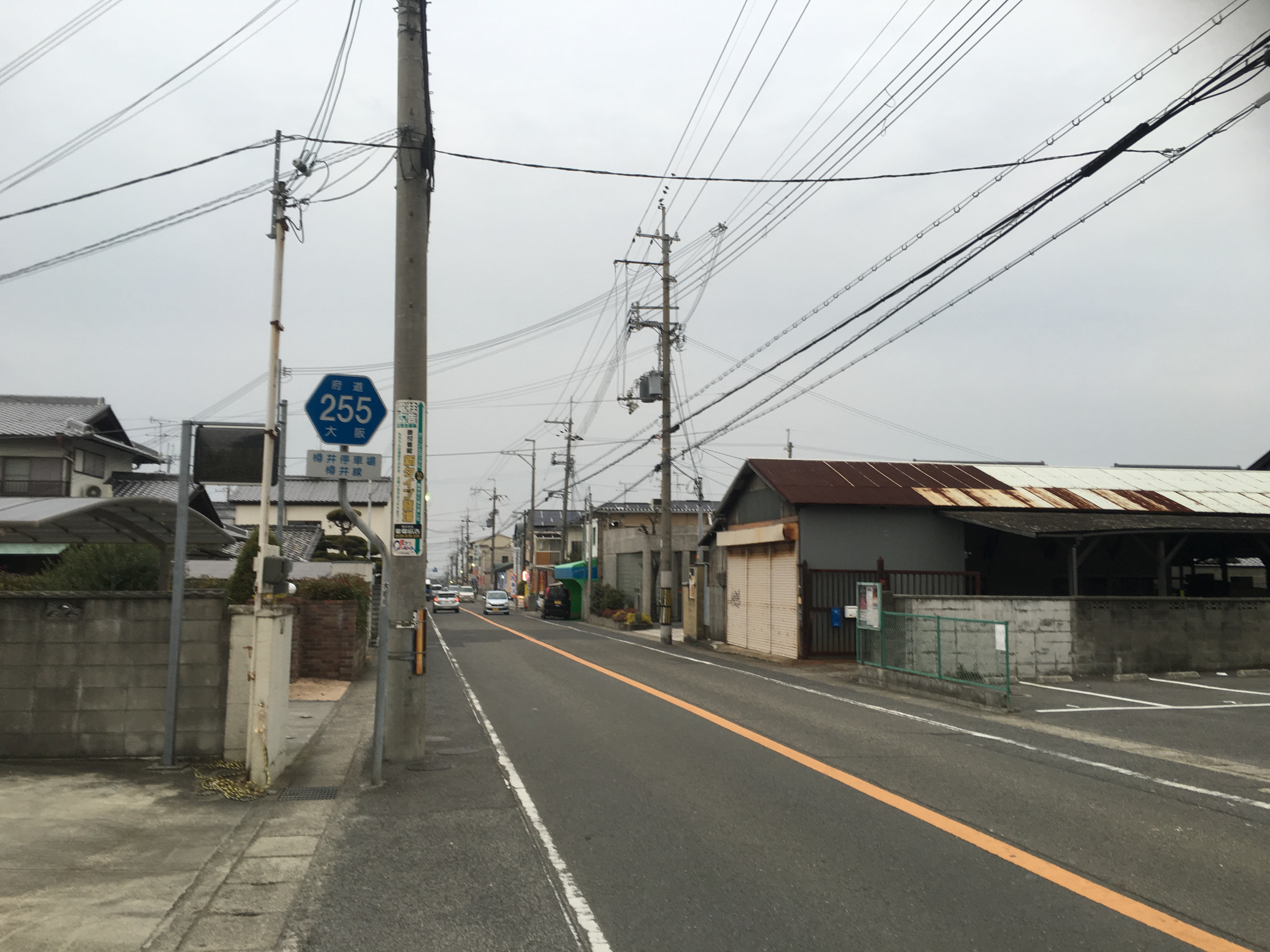
大阪府道255号樽井停車場樽井線
大阪府泉南市樽井五丁目

### 通過する自治体
- 大阪府
  - 泉南市

### 交差する道路
| 交差する道路                                               | 交差する場所 | 交差する場所          |
| ---------------------------------------------------------- | ------------ | --------------------- |
| 大阪府道250号鳥取吉見泉佐野線                              | 樽井6丁目    | 樽井駅前交差点 / 起点 |
| 大阪府道・和歌山県道63号泉佐野岩出線 大阪府道204号堺阪南線 | 樽井2丁目    | 樽井交差点 / 終点     |

### 沿線
- 南海本線 樽井駅
- 三井住友銀行 泉南支店
- 大阪府立りんくう翔南高等学校